# Alois Hlinka
Alois Hlinka (1925 – ?) byl český fotbalový útočník.

## Hráčská kariéra
V československé lize hrál za Sokol/Technomat Teplice v 16 utkáních a vstřelil pět branek. Do Teplic přišel z Kopist, do roku 1947 hrál v Louce.

### Prvoligová bilance
| Ročník         | Zápasy | Góly | Minuty | Klub              |
| -------------- | ------ | ---- | ------ | ----------------- |
| I. liga 1949   | 13     | 4    | 1 170  | Sokol Teplice     |
| I. liga 1950   | 3      | 1    | 270    | Technomat Teplice |
| CELKEM I. LIGA | 16     | 5    | 1 440  |                   |